# Arthur Steel-Maitland
 Arthur Herbert Drummond Ramsay Steel-Maitland, 1. baronet (ur. 5 lipca 1876, zm. 30 marca 1935) – brytyjski polityk, członek Partii Konserwatywnej, minister w drugim rządzie Stanleya Baldwina.
Był drugim synem pułkownika E.H. Steela i Emmeline Drummond, córki generała Henry’ego Drummonda. Wykształcenie odebrał w Rugby School oraz w Balliol College na Uniwersytecie Oksfordzkim. W 1900 r. został członkiem All Souls College. Był również sekretarzem, młodszym skarbnikiem oraz przewodniczącym Oxford Union Society. W 1901 r. poślubił Mary Maitland, córkę sir Jamesa Maitlanda, 4. baroneta.
Bez powodzenia startował w wyborach parlamentarnych w okręgu Rugby w 1906 r. W latach 1906–1907 był specjalnym komisarzem przy Królewskiej Rady ds. Praw Biednych. W 1910 r. został wybrany do Izby Gmin z okręgu Birmingham East. Od 1918 r. reprezentował okręg wyborczy Birmingham Erdington, a od 1929 r. Tamworth.
W latach 1915–1917 był podsekretarzem stanu w Ministerstwie ds. Kolonii. W latach 1917–1919 był sekretarzem handlu zamorskiego. W drugim rządzie Baldwina był w latach 1924–1929 ministrem pracy. W latach 1911–1916 był pierwszym przewodniczącym Partii Konserwatywnej. W 1917 r. otrzymał tytuł baroneta. W 1924 r. został członkiem Tajnej Rady.
Posiadał honorowe doktoraty praw uniwersytetów Edynburskiego i St Andrews. Zmarł w 1935 r. Tytuł baroneta odziedziczył jego syn, Arthur Ramsay-Steel-Maitland.